# MANIA
MANIA（マニア）は、日本の音楽ユニット。

## メンバー
- 江田智樹（ボーカル）

元A-CHIEF。
- 朝井泰生（ギター）

元DEFYER。

## 略歴・概要
1993年12月結成。翌1994年11月、フォーライフ・レコードから1stシングル「MYSTERIOUS」でメジャーデビュー。江田は2人組ユニットなのでドラムは打ち込みであったりと自由に試せたが、CDの発売が先行していてA-CHIEF時代よりライブができなかったと回顧している。レーベル内でシングル6枚、アルバム1枚を発表したが、1997年4月にリリースした「Venus rouge」を最後に解散。

## タイアップ一覧
| 使用年 | 曲名                   | タイアップ                                         |
| ------ | ---------------------- | -------------------------------------------------- |
| 1996年 | LADY LUCK              | 日本テレビ『ぜぜぜのぜんじろう』エンディングテーマ |
| 1996年 | LADY LUCK              | ミズノ「Racing Wear」テレビCMイメージソング        |
| 1996年 | さよならにあの日のMOON | TBS系『スーパーサッカー』エンディングテーマ        |
| 1996年 | Venus rouge            | ミズノ「SUPER STAR」CMソング                       |